# Aïn Errich
Aïn Errich est une commune de la wilaya de M'Sila en Algérie. L'agglomération, chef lieu de commune, est située en zone semi-désertique, à 70 km au sud de Bou-Saâda.

## Géographie
Nous sommes dans les monts des Ouled Naïl et du Zab. Ici l'Atlas Saharien, bien qu'il ait parfois plus de 1 500 m de hauteur, ne dépasse pas les hautes plaines de 100 à 200 m.
Aïn Errich est située à une altitude de 931 m sur l'oued Zentit dans une plaine à caractère désertique, caillouteuse. L'alfa, le chih et les autres herbes steppiques y occupent presque toute la surface.
Le climat est semi-aride sec et froid. Les pluies sont faibles.

## Histoire
Aïn Errich était au croisement des voies caravanières Ouest-Est allant de Djelfa à Biskra et Nord-Sud, de Bou-Saâda à Laghouat et Ouargla.

## Toponymie
Aïn Errich, la "fontaine des plumes", était un lieu dit-on, où les caravanes s'arrêtaient pour commercer les plumes d'autruche. Pour d'autres c'était une source où les oiseaux venaient se désaltérer, y laissant quelques plumes.
En fait, ce nom proviendrait de la corruption du nom d'une plante steppique de la région appelée "arich".

## Économie
La région de Aïn Errich est une zone mi-saharienne qui vit d'agriculture et d'élevage .